# Bosques mixtos de Manchuria
La ecorregión del bosques mixtos de Manchuria (WWF ID: PA0426) cubre las colinas boscosas que rodean las llanuras fluviales del norte de China, Rusia, Corea del Norte y Corea del Sur. La ecorregión cuenta con una serie de especies raras debido al relativo aislamiento, la diversidad del hábitat, con bosques mixtos de roble mongol caducifolio y coníferas de pino coreano. Debido a que las montañas se elevan sobre la región en tres lados, con llanuras y humedales debajo, el área alberga una gran biodiversidad como zona de transición.

## Localización y descripción
La ecorregión ocupa las laderas de elevación media de tres cadenas montañosas circundantes: las laderas orientales de las montañas Gran Jingan, las laderas meridionales de Jingan Menor y las laderas occidentales de las montañas Changbai. La sección sur de la ecorregión rodea la ecorregión de bosques mixtos de las montañas Changbai más altas, mientras que la sección media rodea la mayor parte de la ecorregión de bosques caducifolios de la llanura del noreste de China de menor elevación, y la mitad norte de la ecorregión rodea el sector occidental inferior de la ecorregión de la estepa del prado de Amur.

## Clima
El clima de la ecorregión es Clima continental húmedo con veranos cálidos (clasificación climática de Köppen (Dwb)), con un invierno seco. Este clima se caracteriza por grandes diferencias estacionales de temperatura y un verano cálido (al menos cuatro meses con un promedio de más de 10 °C (50,0 °F), pero ningún mes con un promedio de más de 22 °C (71,6 °F), e inviernos fríos con una precipitación mensual inferior a una décima parte del mes de verano más lluvioso. La precipitación varía según la ubicación, oscilando entre 500 y 1000 mm/año. El verano y el otoño son la temporada de lluvias.

## Flora y fauna
Debido a que la ecorregión se extiende desde los 37 a los 53 grados de latitud norte, sus bosques contienen más coníferas que los bosques caducifolios del sur. En el lado este, las coníferas más comunes son el pino coreano (Pinus koraiensis), el abeto de Manchuria (Abies holophylla) y el abeto siberiano (Picea obovata). Los árboles de hoja caduca incluyen el roble de Mongolia (Quercus mongolica), el fresno de Manchuria (Fraxinus mandschurica), el tilo de Amur (Tilia amurensis) y el olmo de Manchuria (Ulmus laciniata). En el lado occidental, las coníferas comunes incluyen el pino silvestre (Pinus sylvestris).
Esta ecorregión alberga cuatro especies de mamíferos que se han vuelto extremadamente raras en China: el tigre siberiano (Panthera tigris altaica), la marta (Martes zibellina), el sika (Cervus nippon) y el leopardo de Amur (Panthera pardus orientalis).
En el pasado, los tigres siberianos (Panthera tigris altaica) se extendieron desde el Lejano Oriente ruso, a través de Manchuria, hasta la parte sur de la península de Corea. Aunque en la península de Corea se capturaron muchos ejemplares durante las primeras décadas del siglo XX, la última captura de un tigre en Corea del Sur data de 1922, y hoy en día la especie ciertamente ha desaparecido de este país. Se cree que algunos especímenes aún sobreviven en las montañas Paektusan en Corea del Norte. Algunos tigres viven en las montañas Changbai de la provincia de Jilin (China), así como en los bosques del norte de la provincia de Heilongjiang y el óblast de Amur (Extremo Oriente ruso).

## Áreas protegidas
Es una región aún poco marcada por la influencia humana, pero donde la industria forestal se está desarrollando y donde los bosques que han llegado a la última etapa de sucesión ecológica están siendo reemplazados por bosques secundarios. Una evaluación de 2017 encontró que 57 139 km², o el 11 %, de la ecorregión se encuentra en áreas protegidas.
La reserva natural nacional Baishilazi en Liaoning y la Reserva natural nacional Mudanfeng en Heilongjiang contienen bosques primarios de pino coreano.
La reserva natural nacional de Laotu Dingzi presenta un bosque primario de tejo de Japón y el Parque nacional del lago Jingpo en Heilongjiang (China), destaca por una mezcla de pinos, alerces, arces y robles. Otras áreas protegidas incluidas dentro de la ecorregión son el Parque forestal nacional de Xinglong en China, el Parque nacional Tierra del Leopardo en Rusia y el Parque nacional Seoraksan en Corea del Sur.